# Década de 990 a.C.

## Acontecimentos
- 992 a.C.: No décimo-terceiro ano após a conclusão do templo de Salomão, é construída sua casa.[1]
- 992 a.C.: Salomão oferece a Hirão, rei de Tiro, vinte cidades da Galileia. Hirão recusa, e Salomão as reconstroi, plantando colônias israelitas nelas.[1]
- 992 a.C.: Salomão constroi Gezer, cidade que seu sogro, o faraó, havia tomado dos cananeus e dado a Salomão. A cidade se localizava na tribo de Efraim.[1]